# Paul-François Choppin

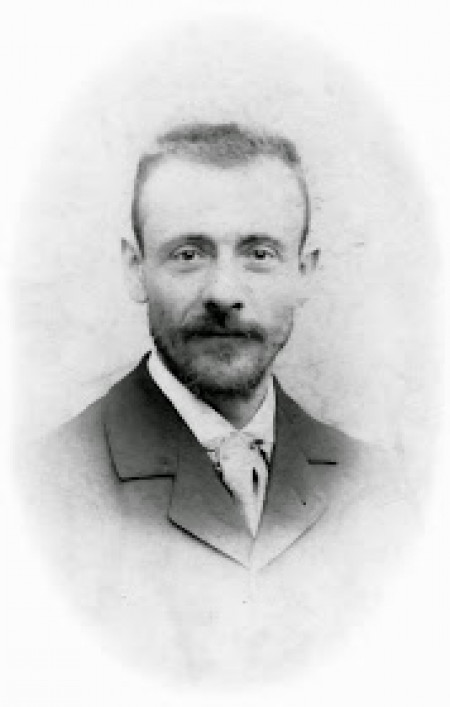
Paul-François Choppin, um 1900

Paul-François Choppin (* 26. Februar 1856 in Auteuil, Frankreich; † 13. Juni 1937 in Paris) war ein französischer Bildhauer. Im Alter von zwei Jahren verlor er sein Gehör und blieb sein Leben lang taub und stumm.

## Leben
Paul-François Choppin studierte am Pariser Nationalinstitut für Taubstumme, an der École Nationale Supérieure des Arts Décoratifs und anschließend an der École Nationale Supérieure des Beaux-Arts. Im Jahr 1904 heiratete er die Miniaturmalerin Marie Célina Reuché. Er war Schüler von François Jouffroy und Alexandre Falguière und trat 1877 in den Salon des Artistes Français ein, dessen Mitglied er 1886 wurde. Paul-François Choppin stellte seine Skulptur Le Volontaire dreimal im Pariser Salon aus, 1888 unter dem Titel Un vainqueur de la Bastille, dann 1889 auf der Weltausstellung unter dem Titel Le Volontaire de 1792. Paul-François Choppin stellte bis 1923 im Salon aus. Er erhielt 1886 eine ehrenvolle Erwähnung, 1888 eine Silbermedaille und auf der Weltausstellung 1889 eine Bronzemedaille. Paul-François Choppin arbeitete als Kunstlehrer in Paris, wo der gehörlose Künstler Douglas Tilden Ende der 1880er Jahre sein Schüler war.

## Werk

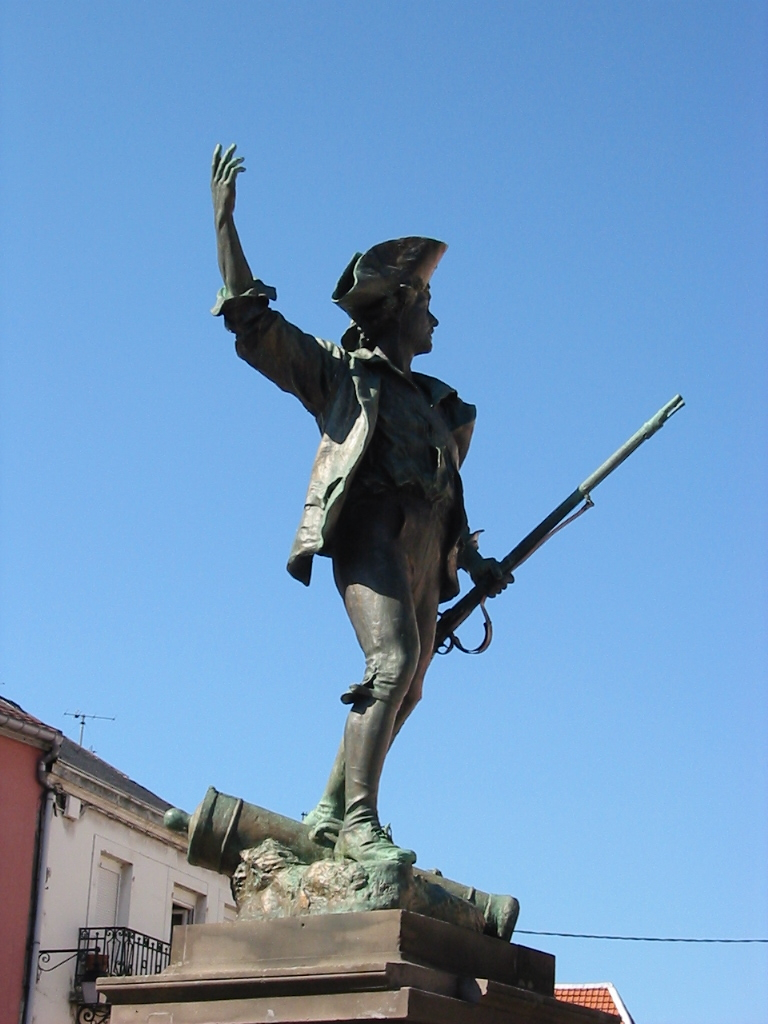
Le Volontaire de 1792. Remiremont, Département Vosges, Grand Est (bis 2015 Lothringen)

Paul-François Choppins Arbeiten umfassen zahlreiche Skulpturen und Denkmäler. Zu seinen bekannten Werken zählen:
- Büste von Gustave Baguer (1920), Asnières-sur-Seine, Institut Baguer.
- Le Génie des arts (1886), Gipsstatue, erworben vom Staat und 1895 im Musée Sainte-Croix in Poitiers aufgestellt (Werk später zerstört).
- Monument für Paul Broca (1887), ehemals in Paris, Place Henri-Mondor, während der Besatzung eingeschmolzen.
- Le Volontaire de 1792 (1899), Bronzestatue in Remiremont; eine weitere Kopie, die in Paris, Square Parmentier, stand, wurde 1942 eingeschmolzen.